# Potamotrygon
Potamotrygon is een geslacht van zoetwaterroggen (Potamotrygonidae) dat uitsluitend voorkomt in de zoetwaterrivieren van Zuid-Amerika.
Soorten van dit geslacht hebben een dikke staart die gewoonlijk korter is dan het lichaam; bij jongen is de staart wel langer. Ze hebben een giftige stekel op de staart.

## Taxonomie
Het geslacht telt volgende soorten:
- Potamotrygon adamastor (Fontenelle & Carvalho, 2017)
- Potamotrygon albimaculata (Carvalho, 2016)
- Potamotrygon amandae (Loboda & Carvalho, 2013)
- Potamotrygon amazona (Fontenelle & Carvalho, 2017)
- Potamotrygon boesemani (Rosa, Carvalho & Almeida Wanderley, 2008)
- Potamotrygon brachyura (Günther, 1880)
- Potamotrygon constellata (Vaillant, 1880)
- Potamotrygon falkneri (Castex & Maciel, 1963)
- Potamotrygon garmani (Fontenelle & Carvalho, 2017)
- Potamotrygon henlei (Castelnau, 1855) – Groottandzoetwaterrog
- Potamotrygon humerosa (Garman, 1913)
- Potamotrygon hystrix (Müller & Henle, 1841)
- Potamotrygon jabuti (Carvalho, 2016)
- Potamotrygon leopoldi (Castex & Castello, 1970) – Witgevlekte zoetwaterrog
- Potamotrygon limai (Fontenelle, Da Silva & Carvalho, 2014)
- Potamotrygon magdalenae (Duméril, 1865)
- Potamotrygon marinae (Deynat, 2006)
- Potamotrygon marquesi (Silva & Loboda, 2019)[3]
- Potamotrygon motoro (Müller & Henle, 1841) – Pauwoogzoetwaterrog
- Potamotrygon ocellata (Engelhardt, 1912)
- Potamotrygon orbignyi (Castelnau, 1855) – Ruwe zoetwaterrog
- Potamotrygon pantanensis (Loboda & Carvalho, 2013)
- Potamotrygon rex (Carvalho, 2016)
- Potamotrygon schroederi (Fernández-Yépez, 1958)
- Potamotrygon schuhmacheri (Castex, 1964)
- Potamotrygon scobina (Garman, 1913)
- Potamotrygon signata (Garman, 1913)
- Potamotrygon tatianae (Silva & Carvalho, 2011)
- Potamotrygon tigrina (de Carvalho, Perez & Lovejoy, 2011)[4]
- Potamotrygon wallacei (Carvalho, Rosa & Araújo, 2016)
- Potamotrygon yepezi (Castex & Castello, 1970)